# 奥索
奥索是一家冰岛医疗器械公司，主要生产義肢和矫形器材。

## 历史
1971年在冰岛雷克雅未克成立，1999年在冰岛证券交易所挂牌上市。2009年在哥本哈根证券交易所挂牌上市。2006年9月成立中国办事处。

## 荣誉
2006年被世界经济论坛评为“科技先驱”。